# LaMonica McIver

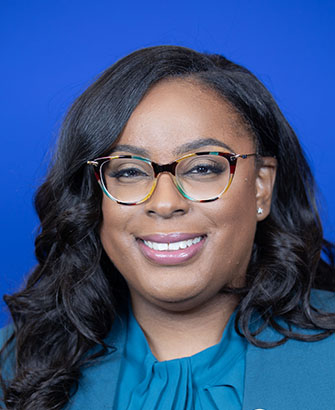
LaMonica McIver

LaMonica McIver (* 20. Juni 1986 in Newark, New Jersey) ist eine amerikanische Politikerin der Demokratischen Partei. Seit 2024 vertritt sie den 10. Kongressbezirk des Staats New Jersey.

## Leben
McIver wuchs Newark auf und besuchte dort die High School. Sie erwarb 2008 einen Bachelor in englischer Literatur am Bloomfield College und 2011 einen Master in Bildungsverwaltung an der Seton Hall University. Anschließend arbeitete sie in der Personalverwaltung eines Schulbezirks.
Sie gründete eine Non-Profit-Organisation, die junge Frauen als künftige Führungskräfte fördert.
McIver lebt mit ihrem Mann und einer Tochter in Newark.

## Politik
McIver war von 2018 bis 2024 Mitglied des Stadtrats (City Council) von Newark. Ab 2022 war sie dessen Vorsitzende. Nachdem der langjährige Abgeordnete Donald Payne jr im April 2024 gestorben war, entschied sich McIVer, sich auf seinen Bezirk zu bewerben. Sie konnte die Vorwahlen der demokratischen Partei klar mit 47 % der Stimmen gegen neun andere Bewerber für sich entscheiden. Die Nachwahl im Juni konnte sie gegen den republikanischen Kandidaten Carmen Bucco mit 81,2 % gewinnen. Bei der regulären Wahl im November wurde sie, wieder gegen Bocco, mit 74,4 % wiedergewählt. Ihre Legislaturperiode im 119. Kongress dauert bis zum 3. Januar 2027.